# Quintanavides
Quintanavides ist ein Dorf und eine Gemeinde mit nur noch 64 Einwohnern (Stand: 2024) in der Comarca La Bureba im Osten der Provinz Burgos innerhalb der autonomen Gemeinschaft von Kastilien-León in Spanien.

## Lage und Klima
Der Ort Quintanavides liegt in einer Höhe von ca. 825 m etwa 29 Kilometer nordwestlich der Provinzhauptstadt Burgos am Río Cerratón. Durch die Gemeinde führt die Autopista AP-1 von Burgos nach Miranda de Ebro. Das Klima ist gemäßigt bis warm; der für spanische Verhältnisse reichliche Regen (ca. 678 mm/Jahr) fällt – mit Ausnahme der eher trockenen Sommermonate – übers Jahr verteilt.

## Bevölkerungsentwicklung
| Jahr      | 1970 | 1981 | 1991 | 2001 | 2011 | 2021 |
| Einwohner | 172  | 93   | 84   | 83   | 108  | 74   |

Die seit den 1950er Jahren deutlich gesunkenen Einwohnerzahlen sind als Folge der Mechanisierung der Landwirtschaft und der Aufgabe bäuerlicher Kleinbetriebe zu sehen.

## Wirtschaft
Das Gebiet der Comarca La Bureba ist schon seit alters her ein Weizenanbaugebiet, aber auch Sonnenblumen und Leguminosen werden ausgesät. 

## Sehenswürdigkeiten
- Marienkirche (Iglesia de Santa María)